# Kristijan
Kristijan je moško osebno ime.

## Izvor imena
Ime Kristijan prav tako kakor imeni Kristina in Kristjan izhaja iz latinskega moškega osebnega imena Christianus v pomenu besede »kristjan«.

## Pogostost imena
Po podatkih Statističnega urada Republike Slovenije je bilo na dan 31. decembra 2007 v Sloveniji število moških oseb z imenom Kristijan: 1.190.

## Osebni praznik
Osebe z imenom Kristijan lahko godujejo takrat kot Kristjani.